# Louis Colas
Pour les articles homonymes, voir Colas.
Louis Pierre Joseph Colas est un historien né le 4 mars 1869 à Argentan (Orne) et mort le 27 février 1929 à Bayonne connu pour ses travaux sur la société basque.

## Biographie
Après des études à Rouen puis à Paris Louis Colas devient professeur à Chartres en 1891 puis à Bayonne en 1892. C'est là qu'il entame une carrière d'historien et d'ethnologue en visitant systématiquement tous les villages du pays basque et en dessinant les stèles tombales, particulièrement les stèles discoïdales, et les habitations. Il en tire un ouvrage qui est honoré par l'Académie française.
Avec un certain nombre de collègues de la société des sciences, lettres, arts et études régionales de Bayonne il fonde le musée basque et de l'histoire de Bayonne.
Il est l'auteur de nombreux articles sur l'histoire et la société basque.

## Distinctions
- Prix de l'Académie française (1926).
- Son nom a été donné à des rues à Bayonne et à Anglet.

## Ouvrages
- Louis Colas, La tombe basque : recueil d'Inscriptions funéraires et domestiques du Pays basque français. Atlas d'illustrations (dessins et photographies) : documents recueillis dans les cimetières et sur les habitations du Labourd, de la Basse-Navarre et de la Soule, Grande Imprimerie Moderne, 1923 (lire en ligne)
- Louis Colas, La tombe basque : recueil d'inscriptions funéraires et domestiques du Pays basque français : études, notes et références diverses, Champion, 1923 (lire en ligne)
- Louis Colas, L'habitation basque, Charles Massin & Cie, 1925 (lire en ligne)
- Louis Colas, Le mobilier basque, Charles Massin & Cie, 1927 (lire en ligne)